# David D. McKiernan
El General David D. McKiernan es un militar estadounidense (retirado), que comandó las tropas de la OTAN y de la Fuerza Internacional de Asistencia para la Seguridad en Afganistán desde el año 2008 hasta el año 2009. Fue precedido en la comandancia de la jefatura de la Coalición en Afganistán por el general estadounidense Dan McNeil, hasta que fue reemplazado por el General Stanley A. McChrystal. 
Precedentemente David D. McKiernan se desempeñó como Jefe Adjunto del Estado Mayor de Operaciones G3 en Washington D. C. desde el 2001 hasta el año 2002. Posteriormente asumió el mando del Tercer Ejército de los Estados Unidos, las Fuerzas del Comando Central de Estados Unidos y el mando del componente de la coalición de las Fuerzas Terrestres, el 4 de septiembre de 2002.
La revista norteamericana Time describió en uno de sus conteos anuales a David D. McKiernan como uno de los cien líderes más influyentes del mundo.

## Trayectoria inicial
McKiernan entró en el Ejército en 1972, recibiendo una comisión del ROTC en la Universidad William and Mary. 
En diciembre de 1990, el entonces Teniente General McKiernan se adjuntó a la Sede del VII Cuerpo antes de formar parte del Cuerpo de Comando Táctico durante las Operaciones Escudo del Desierto y Tormenta del Desierto. Regresó brevemente al CMTC y, luego asistió a los EE. UU. al Army War College.
Fue asignado como Delegado Comandante al Comando de las Fuerzas del Ejército de EE. UU. desde 1995 hasta 1996. En julio de 1996, el teniente general McKiernan se unió al Mando Aliado de Europa en el denominado Cuerpo de Reacción Rápida (ARRC) en Sarajevo, Bosnia-Herzegovina y se desempeñó como subjefe del Estado Mayor G2/G3 en Rheindahlen, Alemania. 
A McKiernan se le asignó la Primera División de Infantería en noviembre de 1997 donde se desempeñó como Comandante de la División Auxiliar en Alemania hasta agosto de 1998. Desde agosto de 1998 hasta septiembre de 1999, se desempeñó como subjefe del Estado Mayor de Operaciones en la Sede del Ejército de EE. UU. y Europa en el VII ejército durante un período de operaciones simultáneas en Bosnia, Albania y Kosovo. Al regresar a Fort Hood, Texas, McKiernan mandó la Primera División de Caballería de octubre de 1999 hasta octubre de 2001.

## Operación Libertad Iraquí
Mientras Washington se estaba preparando para la guerra en Irak a finales de 2002, McKiernan asumió el comando del Tercer Ejército de los EE. UU. y el Comando Central de las Fuerzas del Ejército de los EE.UU (ARCENT). En esa misma posición, se convirtió en Componente de las Fuerzas de Coalición, que lo insertaron en el centro de la planificación inicial para la invasión de Irak.
En ese trabajo de múltiples facetas, McKiernan catapultó a otro puesto de mando de alto perfil en marzo de 2003. Se convirtió en el comandante general de las fuerzas de los EE. UU. y las fuerzas terrestres de la coalición enviadas a Irak para derrocar a Saddam Hussein y su régimen.
De manera posterior McKiernan estuvo al mando del Ejército de los Estados Unidos en Europa desde diciembre de 2006 hasta mayo de 2008, cuando se dirigió a Afganistán para su trabajo como comandante en dicho país asiático.

## El reemplazo de McKiernan por McChrystal

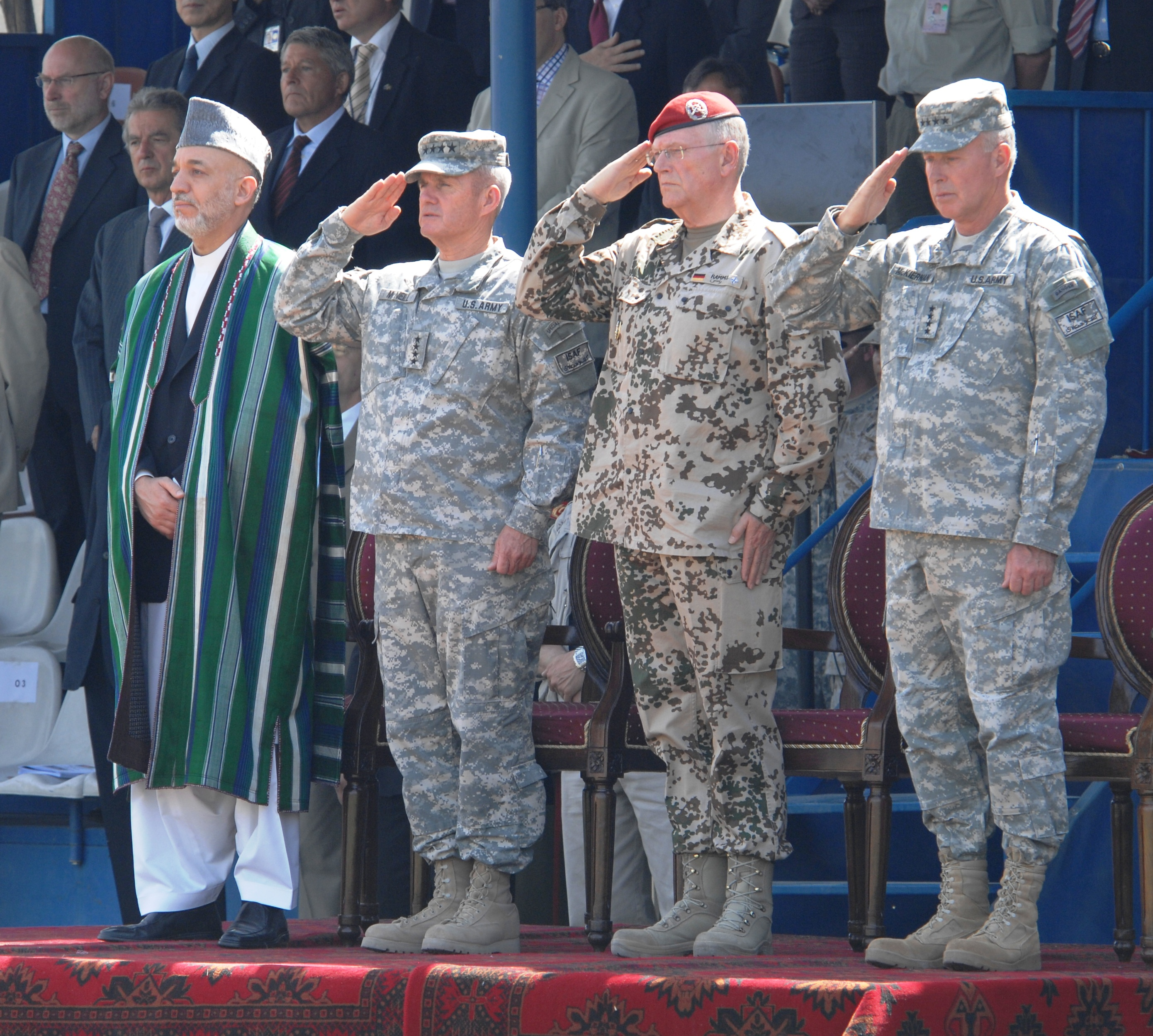
(De derecha a izquierda) McKiernan, Egon Ramms, Dan K. McNeill y Hamid Karzai.

El presidente Barack Obama despidió al máximo general de EE. UU. en Afganistán, reemplazándolo por un excomandante de las Fuerzas Especiales de los Estados Unidos en la búsqueda de una mayor agilidad, el enfoque poco convencional en una guerra que ha ido rápidamente cuesta abajo. Con el resurgimiento de los talibanes y la llegada de Obama, el presidente de los Estados Unidos buscó una nueva estrategia y por ello eligió como nuevo comandante en jefe al Teniente General Stanley McChrystal en lugar de David D. McKiernan porque buscó cambios importantes, además de las tropas adicionales que pidió a Afganistán para reforzar el esfuerzo bélico. McKiernan, en el trabajo por menos de un año, ha presionado repetidamente para obtener más fuerzas. Aunque Obama ha aprobado más de 21.000 soldados adicionales en 2010, ha advertido de que la guerra no será ganada por medios militares.